# Paysage-monde

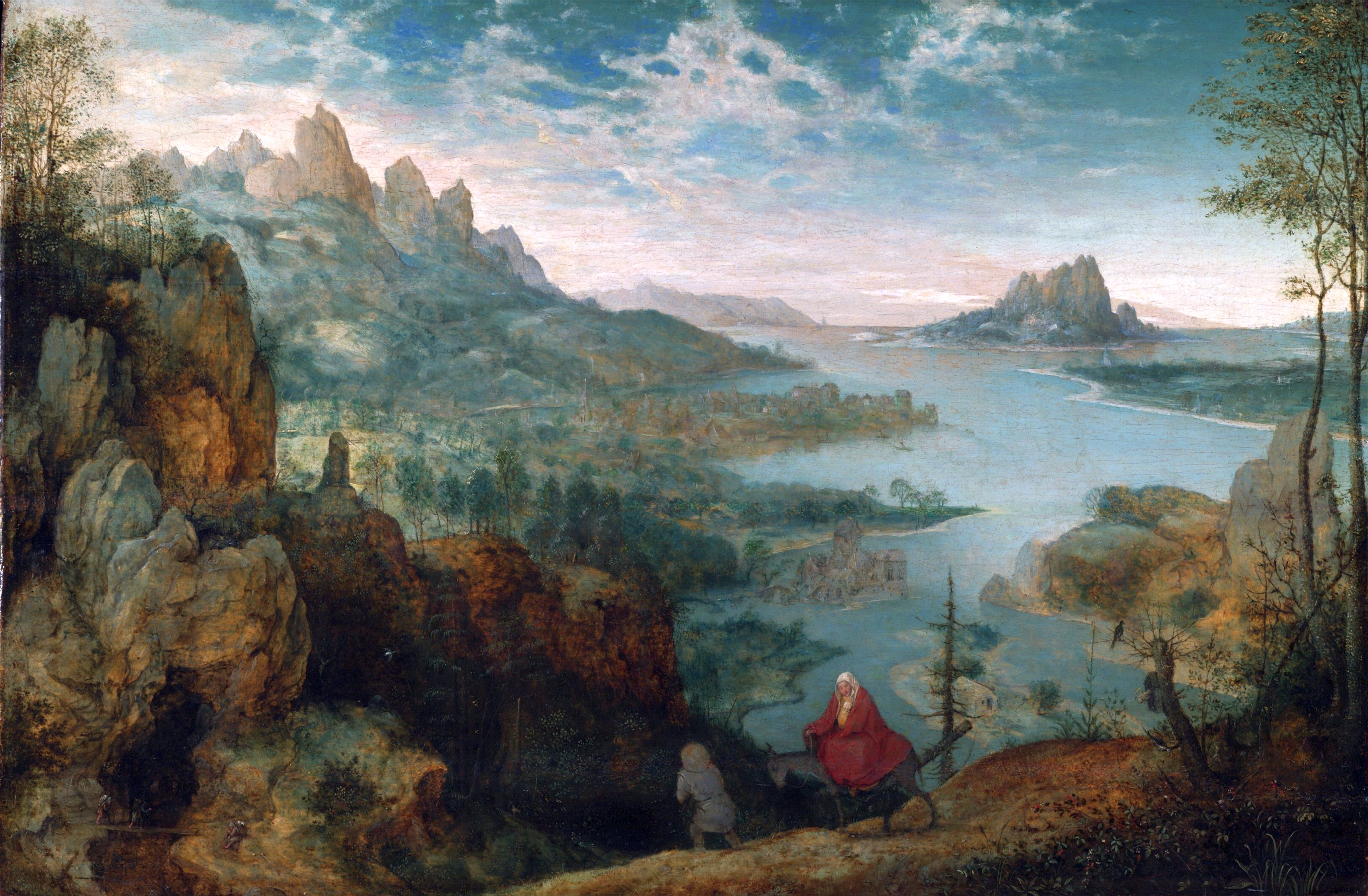
Pieter Bruegel l'Ancien, Paysage avec la fuite en Égypte, 1563.

Le paysage-monde, ou paysage mondial, ou encore paysage universel, traductions du terme allemand Weltlandschaft, est un type de composition de la peinture occidentale montrant un paysage panoramique imaginaire vu d'un point de vue surélevé comprenant des montagnes et des plaines, de l'eau et des bâtiments. Le sujet de chaque tableau est généralement un récit biblique ou historique, mais les personnages qui composent cet élément narratif sont éclipsés par leur environnement.
Le paysage du monde est apparu pour la première fois en peinture dans l'œuvre du primitif flamand Joachim Patinir (vers 1480-1524), dont la plupart des quelques peintures survivantes sont de ce type, montrant généralement des sujets religieux, mais commandées par des mécènes laïques. « Ils étaient des compilations imaginaires des aspects les plus attrayants et les plus spectaculaires de la géographie européenne, assemblés pour le plus grand plaisir du riche voyageur en fauteuil », donnant « un composite idéalisé du monde pris en un seul regard olympien ».
Le type de composition a été repris par un certain nombre d'autres artistes flamands, le plus célèbre étant Pieter Bruegel l'Ancien. Il y avait un développement parallèle par Albrecht Altdorfer, contemporain de Patinir, et d'autres artistes de l'école du Danube. Bien que les compositions de ce type aient continué à être courantes jusqu'au xviiie siècle et au-delà, le terme n'est généralement utilisé que pour décrire les œuvres des Pays-Bas et d'Allemagne produites au xvie siècle. Le terme allemand Weltlandschaft a été utilisé pour la première fois par Eberhard von Bodenhausen en 1905 en référence à Gerard David, puis en 1918 appliqué à l'œuvre de Patinir par Ludwig von Baldass, définie comme la représentation de « tout ce qui paraissait beau à l'œil : la mer et la terre, les montagnes et les plaines, les forêts et les champs, le château et la cabane ».

## Pays-Bas

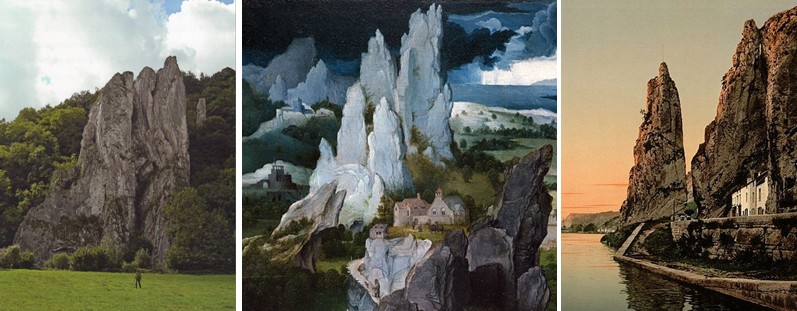
Au centre, détail du tableau Saint Jérôme dans un paysage montagneux, de l'atelier de Patinir (National Gallery). Sur les côtés, formations rocheuses dans les environs de Dinant.

Le traitement des arrière-plans de paysage dans la peinture primitive flamande était très admiré en Italie, et des spécialistes flamands étaient employés dans certains ateliers italiens, dont celui de Titien. Les arrière-plans de bon nombre des premiers tirages d'Albrecht Dürer ont été appropriés par un certain nombre d'artistes italiens. Patinir, « enhardi par le goût italien pour la rusticité nordique, commence dès les années 1510 à élargir démesurément les fonds de ses tableaux » d'une manière qui « renverse violemment la hiérarchie ordinaire du sujet et du décor ». En 1520, il était bien connu pour ces sujets, et lorsque Dürer lui rendit visite à Anvers, il le décrivit dans son journal comme « le bon peintre de paysages » (gut landschaftsmaler) lors de la première utilisation du mot Landschaft dans un contexte artistique.
Les peintures sont relativement petites et utilisent un format horizontal ; cela allait devenir si standard pour les paysages dans l'art qu'il est maintenant appelé format « paysage » dans des contextes ordinaires, mais à l'époque c'était une nouveauté considérable, car « les peintures sur panneaux portables étaient presque toujours de format vertical avant 1520 » et « les paysages de Patinir ont été parmi les premiers petits panneaux horizontaux ». Il utilise généralement trois couleurs de base pour articuler ses compositions, avec un premier plan brunâtre, une zone médiane bleu-vert et des bleus au loin. La ligne d'horizon est relativement haute sur le plan de l'image. Patinir (et Henri Bles) sont venus de Dinant sur la Meuse (dans la Belgique actuelle) où, « dans un paysage étonnamment non néerlandais », il y a des falaises rocheuses spectaculaires et des rochers isolés le long de la rivière. Celles-ci sont fréquemment rappelées dans ses peintures et sont devenues une caractéristique commune des œuvres d'autres artistes.

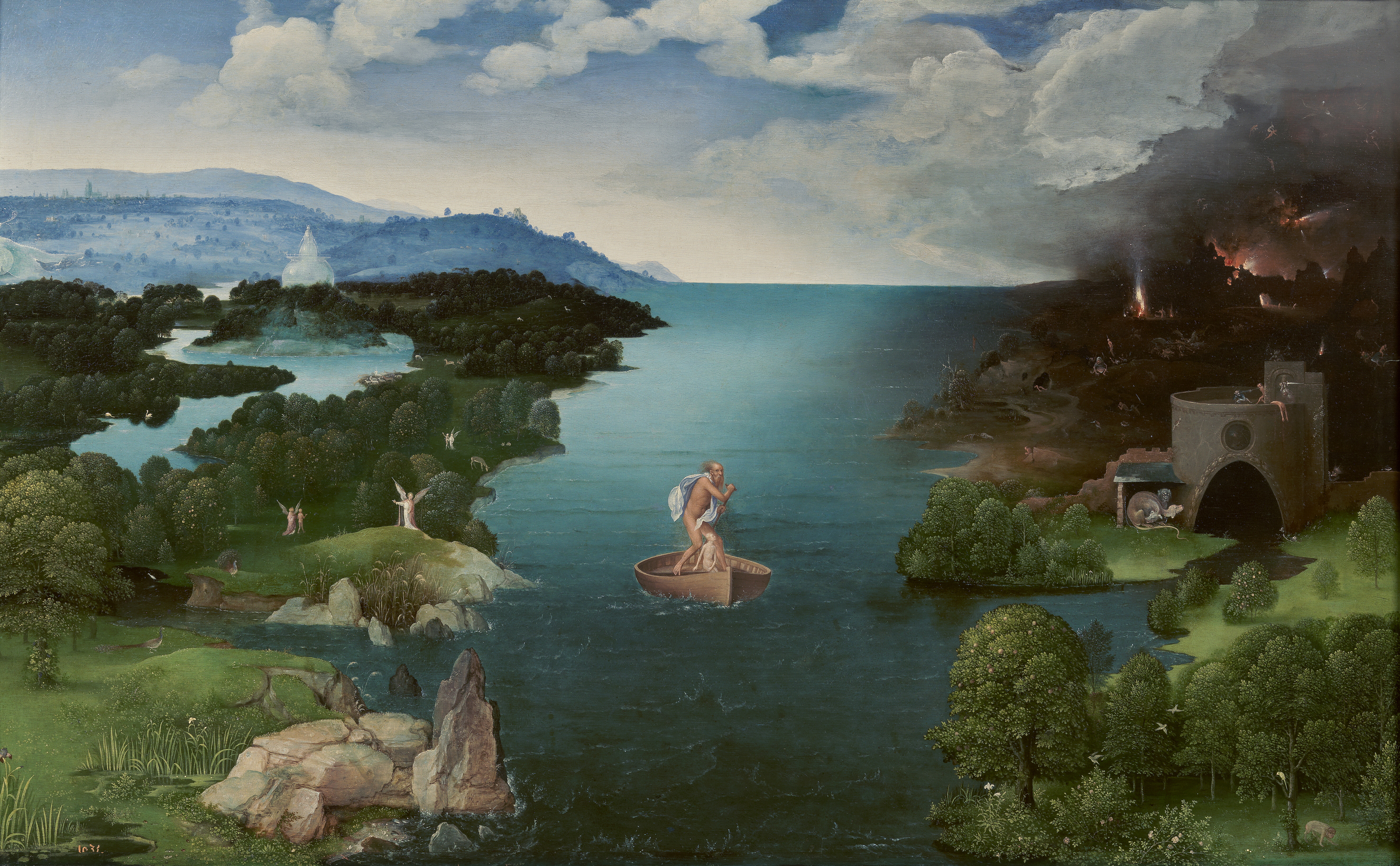
Paysage avec Charon traversant le Styx, Joachim Patinir, vers 1515-1524, Prado

Avec d'autres éléments verticaux, ceux-ci sont peints comme s'ils étaient vus de face même dans les parties inférieures du paysage, et ainsi « réaffirment l'intégrité du plan de l'image » dans ses œuvres, contre l'élan horizontal tentaculaire du paysage principal. Kenneth Clark et Simon Schama les considèrent comme les « derniers survivants du paysage des symboles », les reliant aux représentations médiévales et même antérieures « en tire-bouchon » des montagnes.
Le style est lié aux arrière-plans de paysage de Jérôme Bosch, bien que dans ses œuvres principales, ceux-ci servent de toile de fond à ses foules de personnages et ne se préoccupent pas autant d'inclure une variété d'éléments de paysage ; mais ceux d'œuvres plus petites comme son Saint Jérôme en prière anticipent le nouveau style. À bien des égards, les peintures conservent les mêmes éléments que de nombreux traitements du xve siècle sur les mêmes sujets, mais montrent, en termes cinématographiques modernes, un plan large plutôt qu'un plan moyen.
La plupart des historiens de l'art considèrent que le sujet de la figure continue d'être important dans les œuvres de Patinir et de ses disciples, plutôt qu'un simple staffage pour un paysage, et la plupart sont des sujets où un vaste paysage était pertinent. Parmi les plus populaires figuraient la Fuite en Égypte et l'innovation néerlandaise du xve siècle du Repos pendant la fuite en Égypte, et des sujets montrant des ermites tels que les saints Jérôme et Antoine avec le monde dont ils s'étaient retirés disposés sous eux. En plus de relier le style à l'ère des grandes découvertes, le rôle d'Anvers en tant que centre en plein essor du commerce mondial et de la cartographie, et la vision de la campagne par les riches citadins, les historiens de l'art ont exploré les peintures comme métaphores religieuses du pèlerinage de la vie.

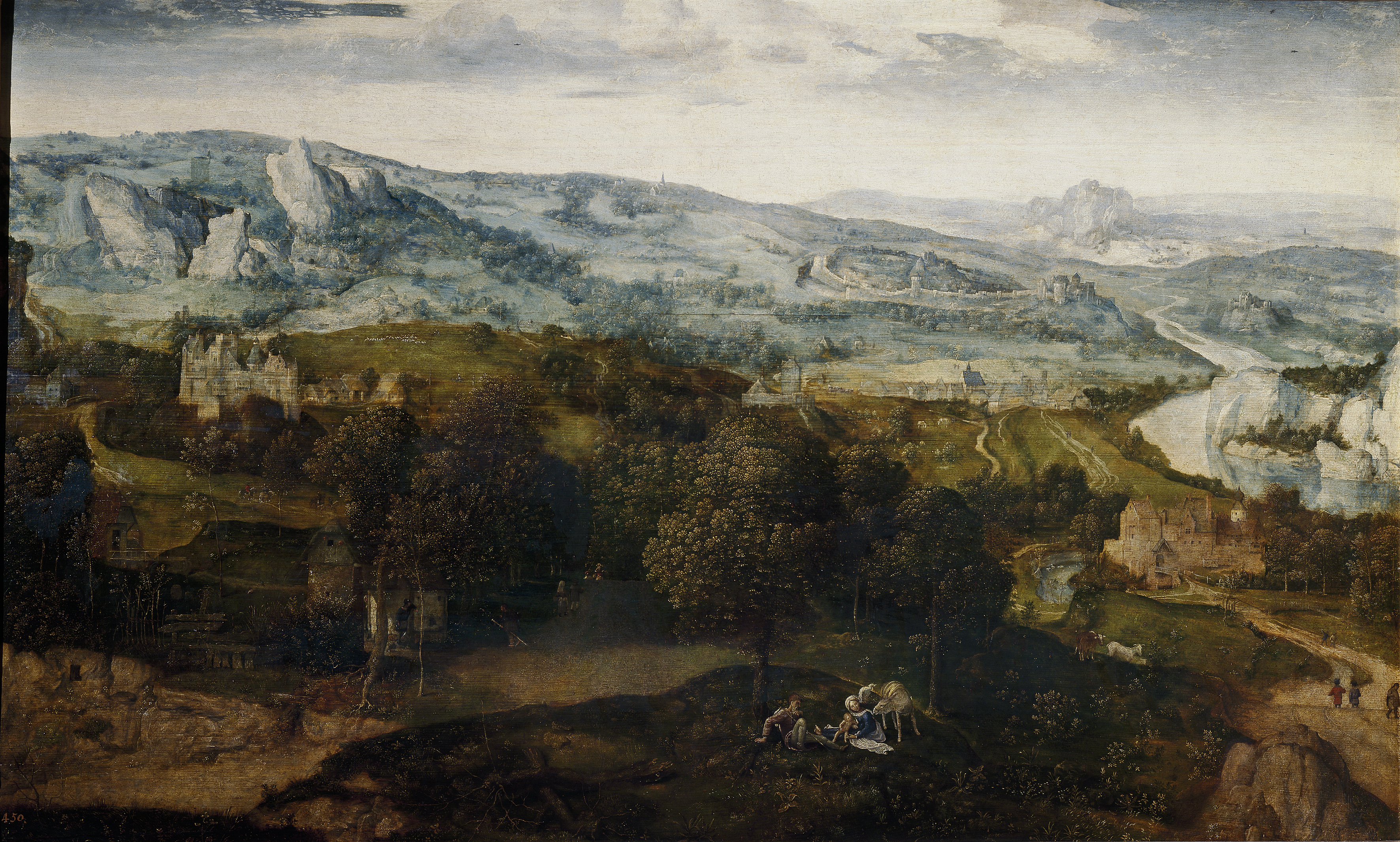
Repos pendant la fuite en Égypte, Corneille Metsys, vers 1540

Le style est également un exemple précoce de la tendance artistique du xvie siècle à « l'inversion maniériste » (terme conçu par Max Dvořák) ou la « composition inversée », où des éléments auparavant mineurs ou d'arrière-plan viennent dominer l'espace de l'image. Dans les années 1550, Pieter Aertsen a commencé un style de grandes toiles dominées par de grandes étendues de natures mortes alimentaires et de grandes figures de genre de cuisiniers ou de vendeurs de marché, tandis qu'en arrière-plan de petites scènes bibliques peuvent être aperçues. Certaines peintures de Jan Sanders van Hemessen placent des figures de genre au premier plan de peintures sur des sujets religieux ou moraux. Au xviie siècle, tous ces domaines se sont imposés comme des genres indépendants dans la peinture hollandaise et flamande, et plus tard dans la peinture occidentale.
L'invention de Patinir a été développée par Henri Bles (1510 - vers 1555-1560). Il a introduit le type dans le nouveau style du maniérisme nordique. D'autres artistes étaient Lucas Gassel, le Monogrammiste de Brunswick, ou Corneille Metsys.

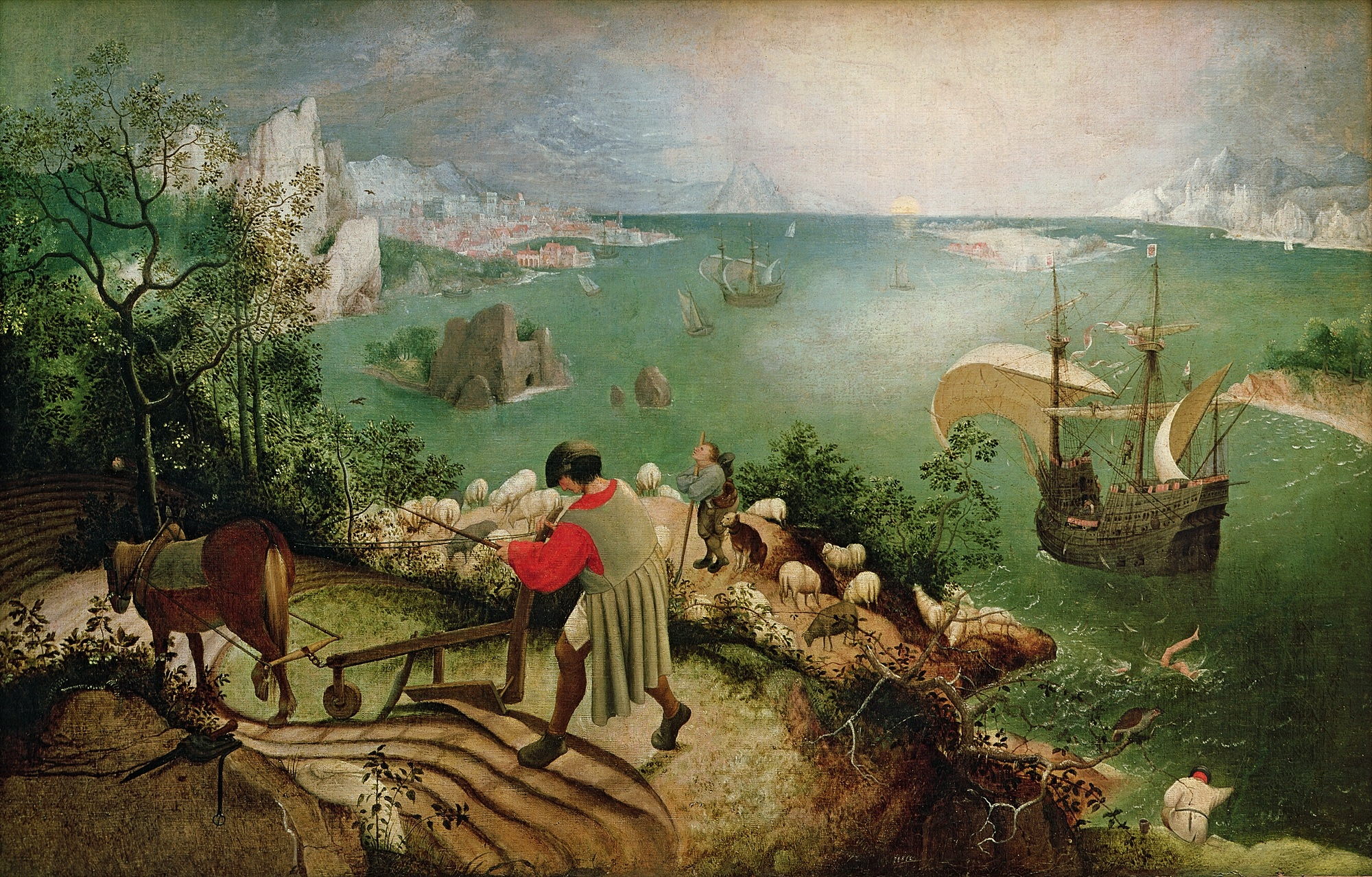
Paysage avec la chute d'Icare, Musées royaux des Beaux-Arts de Belgique.

Corneille Metsys était le fils de Quentin Metsys, un ami de Patinir, qui avait ajouté les figures à au moins un paysage de Patinir, la Tentation de saint Antoine (Prado), et qui avait utilisé le style dans certaines de ses propres œuvres, comme une Vierge à l'Enfant (1513) à Poznań. Patinir a de plus en plus laissé les plus grandes figures de ses œuvres à d'autres maîtres et semble également avoir eu un grand atelier ou un cercle d'adeptes à Anvers.
Le style a été adopté et rendu plus naturel dans les paysages de Pieter Brueghel l'Ancien, qui avait voyagé en Italie via les Alpes. De retour à Anvers, il est chargé dans les années 1550 par l'éditeur Hieronymus Cock de réaliser des dessins pour une série de gravures, les Grands Paysages, afin de répondre à la demande croissante d'images de paysages. Certaines de ses peintures antérieures, telles que son Paysage avec la fuite en Égypte (Courtauld, 1563, illustré en haut), sont pleinement dans les conventions Patinir, mais son Paysage avec la chute d'Icare (connu à partir de deux exemplaires) avait un paysage de style Patinir, mais déjà la plus grande figure était une figure de genre et ne faisait pas partie du supposé sujet narratif.
D'autres œuvres ont exploré des variations sur le thème, avec son célèbre ensemble de paysages avec des personnages de genre représentant les saisons étant l'aboutissement de son style ; les cinq tableaux survivants utilisent les éléments de base du paysage mondial (un seul manque de montagnes escarpées), mais les transforment dans son propre style. Ils sont plus grands que la plupart des œuvres précédentes, avec une scène de genre avec plusieurs personnages au premier plan et la vue panoramique vue au-delà ou à travers les arbres. Bruegel connaissait également le style paysager danubien à travers les estampes.

## École du Danube

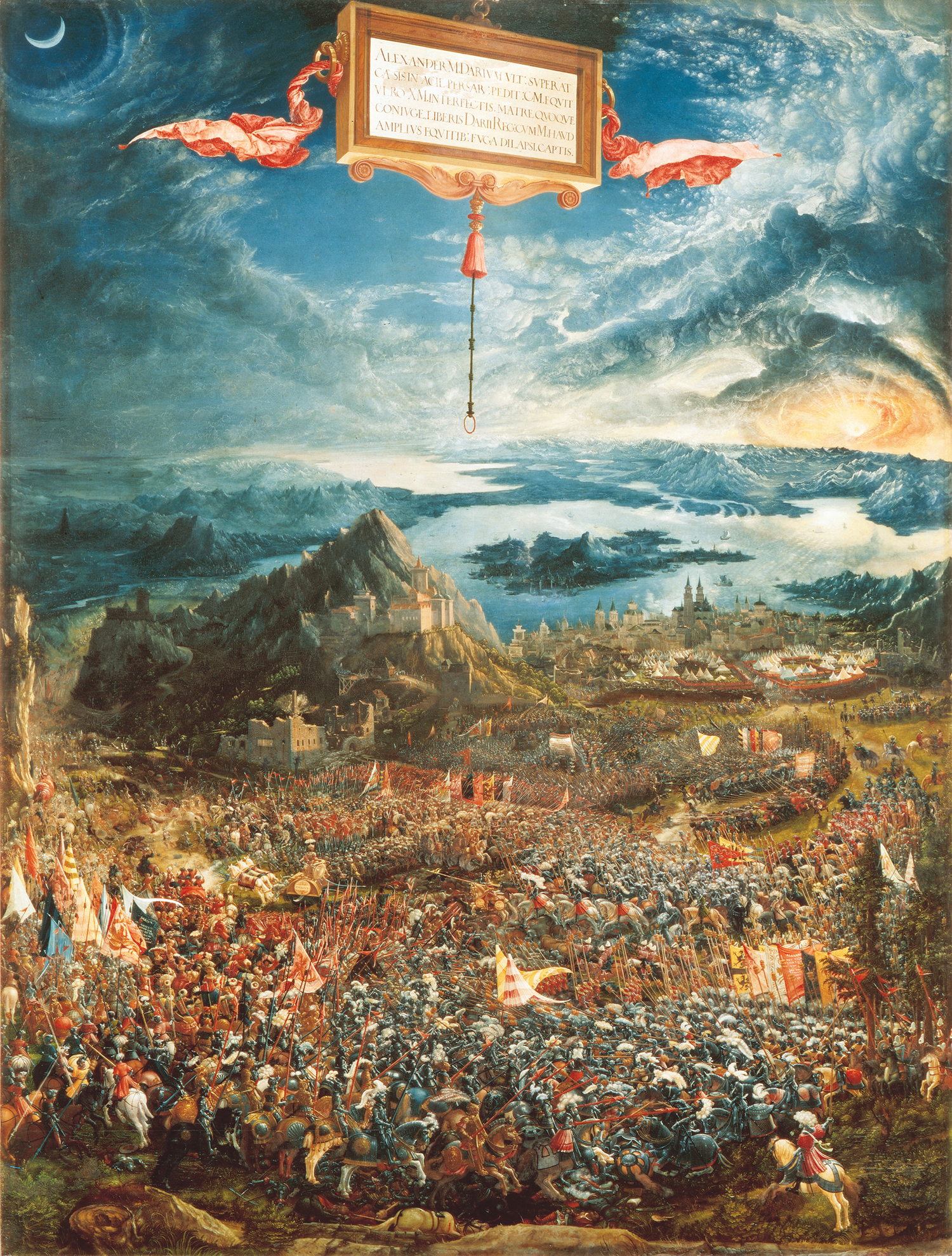
Albrecht Altdorfer, La bataille d'Alexandre à Issus, 1529, 158,4 cm × 120,3 cm

L'école du Danube était un groupe contemporain d'artistes allemands et autrichiens qui étaient également des pionniers de la peinture de paysage et les premiers à peindre régulièrement des paysages purs sans figures. Leurs paysages se délectent des forêts du Haut-Danube, et la place d'une figure de premier plan est souvent prise par un seul arbre, une formule inventée par Albrecht Altdorfer, l'artiste le plus important du groupe, et utilisée, principalement dans les dessins et les estampes, par Wolf Huber et Augustin Hirschvogel. D'autres œuvres innovantes montraient des vues rapprochées d'une forêt dense avec pratiquement aucune vue lointaine ni même le ciel. Mais nombre de leurs paysages sont panoramiques dans une version du style hollandais, bien que le fleuve qui serpente à perte de vue remplace normalement la mer qui occupe l'horizon de nombreuses œuvres hollandaises. Il est probable qu'au moins Altdorfer avait vu un Patinir vers 1531 ; il se trouvait à Augsbourg depuis 1517 une Assomption, maintenant à Philadelphie.
Les paysages peints d'Altdorfer sont généralement verticaux et, ne serait-ce que parce qu'il a été commandé pour un espace vertical, c'est le cas du plus extrême de tous les grands paysages du monde, sa Bataille d'Alexandre à Issus (1529, Munich). Cette peinture extraordinaire montre une vue de l'autre côté de la Méditerranée, avec une masse de minuscules personnages combattant une grande bataille au premier plan. Ils se trouvent dans la Turquie moderne, et la vue s'étend au-delà de l'île de Chypre jusqu'à la côte de l'Égypte, la péninsule du Sinaï et la mer Rouge. Le tableau faisait à l'origine partie d'un ensemble de peintures historiques du même format.

## Influence sur la peinture de paysage ultérieure
Les approches néerlandaise et danubienne de la peinture de paysage ont eu une grande influence sur les artistes ultérieurs. Des générations ultérieures d'artistes flamands tels que Jan Brueghel l'Ancien, Anton Mirou, Lucas van Valkenborch et Gillis van Coninxloo ont continué à produire des versions maniéristes tardives de la formule complète, telle que développée par Pieter Bruegel l'Ancien, avant que dans les années 1590, van Coninxloo ne laisse les arbres se déplacer comme des rideaux sur les côtés pour restreindre puis éliminer une vue lointaine, pionnier du développement flamand des vues sur la forêt dense de l'école du Danube. Rubens avait étudié dans les années 1590 avec son parent Tobias Verhaecht, un artiste particulièrement conservateur qui a continué à utiliser des styles de paysage du monde dérivés de Pieter Bruegel l'Ancien jusqu'aux années 1620. Bien que Rubens ait rapidement dépassé son influence, dans certains de ses paysages ultérieurs, tels que L'été, Paysans allant au marché (vers 1618, Royal Collection), « la tradition de l'ancien paysage du monde se perpétue ».

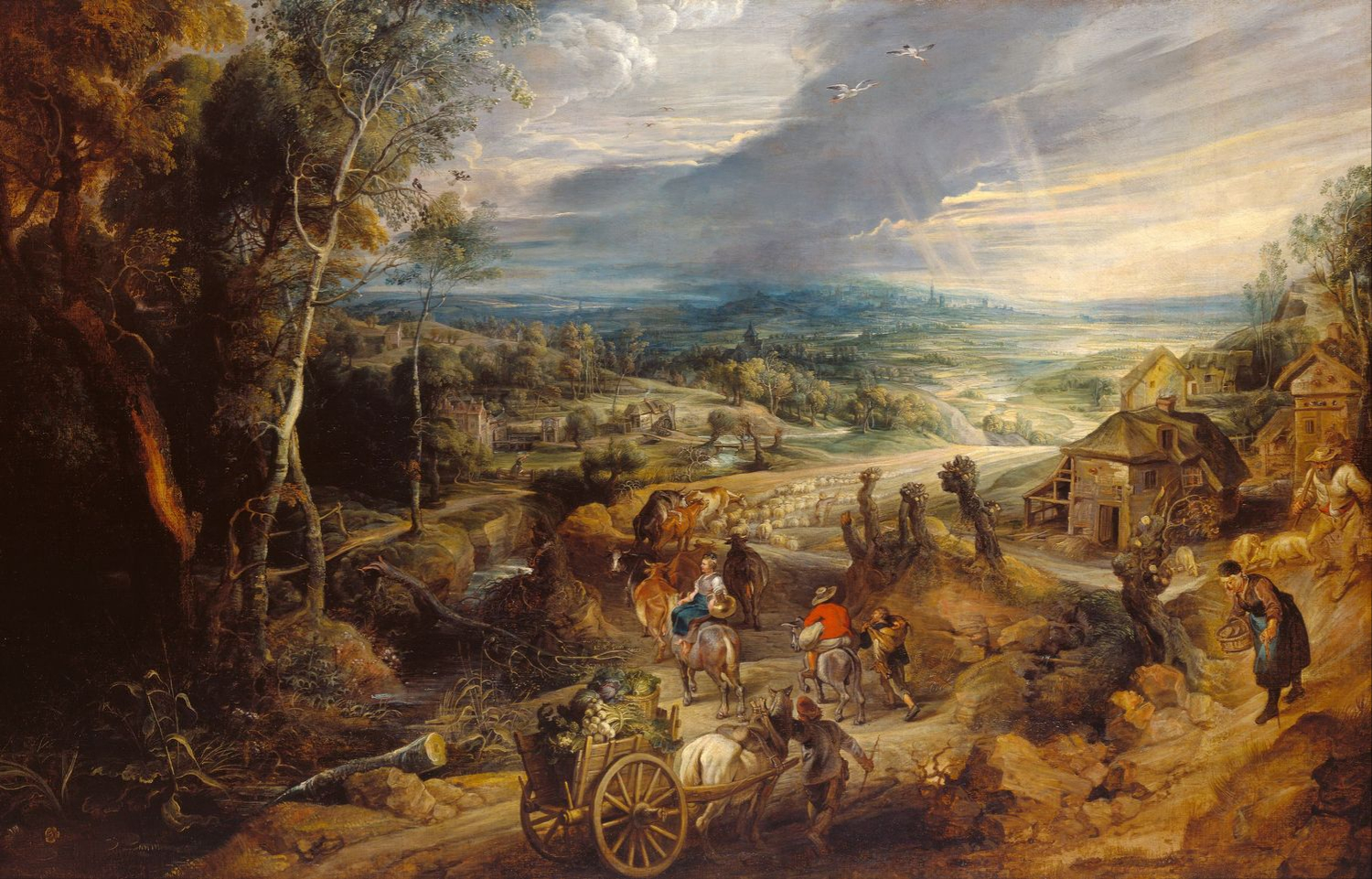
Été, Paysans allant au marché, Pierre Paul Rubens, vers 1618

Des aspects de la formule particulière du paysage mondial, bien qu'ils ne soient plus généralement décrits par ce terme, continuent de réapparaître dans différentes versions jusqu'au xixe siècle. Dans la peinture hollandaise de l'âge d'or, les peintures et gravures idiosyncratiques d'Hercule Seghers (1589-1638), aussi rares que les Patinir, étaient de superbes vues panoramiques, très souvent avec des montagnes. En revanche, Philips Koninck (1619–1688) utilisait la vue panoramique en élévation et incluait souvent de l'eau, mais montrait des vues de terres agricoles plates ou de toits de ville avec un horizon bas.
L'Italien Niccolò dell'Abbate, membre de l'École de Fontainebleau, a introduit le paysage du monde flamand dans l'art français dans des œuvres telles que l'Orphée et Euridice à la National Gallery de Londres et l'Enlèvement de Proserpine au Louvre, deux tableaux de grandes dimensions. Dans la peinture baroque ou classique française, de nombreux artistes, dont Claude Lorrain et Nicolas Poussin, ont peint des sujets « Paysage avec … », et pour Claude de larges vues panoramiques avec des éléments mixtes de montagnes, d'eau et de petites figures formaient l'essentiel de son travail, bien que les deux le point de vue et l'horizon sont généralement beaucoup plus bas que dans les œuvres du xvie siècle. Claude devient à son tour extrêmement influent, et jusqu'au début du xixe siècle son style continue d'avoir l'avantage de donner à un tableau de « paysage avec » une place plus élevée dans la hiérarchie des genres, et par conséquent un prix plus élevé, qu'un paysage pur et simple.
Avec le romantisme, cela a changé, mais des vues panoramiques ont continué à être peintes au xixe siècle, et des artistes tels que ceux de la Hudson River School, Edward Lear et des peintres paysagistes russes ont apporté le style de composition à de nouveaux paysages à travers le monde dans des œuvres telles que The Heart of the Andes (1859, Frederic Edwin Church), bien qu'excluant souvent toutes les personnes et tous les bâtiments. Ceux-ci figuraient encore dans les immenses peintures religieuses apocalyptiques du peintre anglais John Martin, qui sont souvent littéralement des « paysages de la fin du monde », ramenant l'histoire du genre à ses origines avec Bosch.

## Sources
- Baldwin, Robert, Review of "Mirror of the Earth": The World Landscape in Sixteenth-Century Flemish Painting by Walter Gibson, The Sixteenth Century Journal, Vol. 23, No. 2 (Summer, 1992), pp. 362–363, JSTOR
- Clark, Kenneth, Landscape into Art, 1949, page refs to Penguin edn of 1961
- Falkenberg, R. L. (1988), Iconographical connections between Antwerp landscapes, market scenes and kitchen pieces, 1500–1580, Oud Holland, 102, 1988
- Harbison, Craig. The Art of the Northern Renaissance, 1995, Weidenfeld & Nicolson,  (ISBN 0297835122)
- Jenson, Susan H., "Patinir..." in Renaissance and Reformation, 1500–1620: A Biographical Dictionary, ed. by	Jo Eldridge Carney, 2001, Greenwood Publishing Group,  (ISBN 0313305749), 9780313305740, Google Books
- Reitlinger, Gerald; The Economics of Taste, Vol I: The Rise and Fall of Picture Prices 1760–1960, 1961, Barrie and Rockliffe, London
- Simon Schama, Landscape and Memory, 1995, HarperCollins (2004 HarperPerennial edn used),  (ISBN 0006863485)
- Silver, Larry, Peasant Scenes and Landscapes: The Rise of Pictorial Genres in the Antwerp Art Market, 2006, University of Pennsylvania Press,  (ISBN 0812222113), 9780812222111, Google Books, (see also his review of Gibson, JSTOR)
- Snyder, James. Northern Renaissance Art, 1985, Harry N. Abrams,  (ISBN 0136235964)
- Vlieghe, H. (1998). Flemish Art and Architecture, 1585–1700. Yale University Press Pelican history of art. New Haven: Yale University Press.  (ISBN 0300070381)
- Weemans, David, "The Earthly Paradise, Herri Met de Bles's Visual Exegesis of Genesis 1–3", in The Authority of the Word: Reflecting on Image and Text in Northern Europe, 1400–1700, 2011, BRILL,  (ISBN 9004215158), 9789004215153, Google Books
- Wood, Christopher S., Albrecht Altdorfer and the Origins of Landscape, 1993, Reaktion Books, London,  (ISBN 0948462469)